# بعد 28 عاما
بعد 28 عاما (بالإنجليزية: 28 Years Later) هو فيلم رعب من نوع ما بعد نهاية العالم والنضوج، من إنتاج وإخراج داني بويل وكتابة أليكس غارلاند. يُعد الفيلم الجزء الثالث في سلسلة أفلام "بعد 28 يوما" وامتدادا مباشرا لأحداث فيلمي بعد 28 يوما (2002) و بعد 28 أسبوعا (2007)، من بطولة جودي كومر، آرون تايلور جونسون، ورالف فاينز. يشهد الفيلم عودة كلٍ من بويل وجارلاند والمصور السينمائي أنتوني دود مانتل، الذين عملوا جميعًا في الفيلم الأصلي، كما يشارك كيليان مورفي، بطل الجزء الأول، كمنتج تنفيذي.
شهد تطوير الفيلم مراحل مطوّلة استمرّت قرابة عقدين، حيث ظلّ المشروع عالقًا في جحيم التطوير نتيجة خلافات على حقوق الملكية الفكرية. في عام 2024، استعاد المنتج أندرو ماكدونالد حقوق الفيلم الأصلي من شركة سيرشلايت بيكتشرز، وأبرم اتفاقًا مع سوني بيكتشرز لتطوير جزء ثالث، على أن تُنتج لاحقًا ثلاثية جديدة. يُعتبر الفيلم أول عمل يشارك فيه الثلاثي داني بويل، أليكس غارلاند، وأنتوني دود مانتل معًا منذ إصدار الفيلم الأصلي عام 2002. أُنتج الفيلم بالتوازي مع جزء ثانٍ يحمل عنوان بعد 28 عاما: معبد العظام، والمقرر طرحه في يناير 2026.
عُرض الفيلم لأول مرة في المملكة المتحدة والولايات المتحدة بتاريخ 20 يونيو 2025، وحقق نجاحًا نقديًا وجماهيريًا، إذ تجاوزت إيراداته العالمية حاجز 150 مليون دولار، مقابل ميزانية إنتاج قُدّرت بـ60 مليون دولار.

## القصة
في عام 2002، وأثناء بداية تفشي فيروس الغضب، يهرب الصبي جيمي من منزله في المرتفعات الإسكتلندية بعد أن هاجمته عائلته المصابة. يجد ملاذًا في الكنيسة المحلية حيث يصادف والده الكاهن الذي يرى في الوباء علامة على اقتراب يوم القيامة. يمنح الكاهن ابنه سلسلة على شكل صليب ويطلب منه الفرار، ثم يُضحي بنفسه ويقود المصابين خارج الكنيسة، مما يتيح لجيمي الهرب.
بعد مرور 28 عامًا على الموجة الثانية من التفشي، يكون فيروس الغضب قد أُبيد من أوروبا القارية، في حين بقيت الجزر البريطانية تحت حجر صحي دائم. تعيش مجموعة من الناجين في جزيرة ليندسفارن المعزولة، المرتبطة باليابسة بجسر محصن. من بين هؤلاء جيمي (الآن يُعرف بـ"جيمي" كبيرًا) وزوجته إيلا المصابة بمرض غامض، وابنهما سبايك البالغ من العمر 12 عامًا.
يأخذ جيمي ابنه إلى البرّ الرئيسي لأداء طقس بلوغ تقليدي، في ظل تحذيرات من أن من يخرج من الجزيرة طواعية لن يُرسل أحد لإنقاذه إن لم يعد. أثناء تجوالهما، يعثران على مصاب محفور على صدره اسم "جيمي"، ويواجهان مجموعة من المصابين يقودهم "ألفا" — نسخة متحوّلة أكثر قوة وذكاء من المصابين. بعد هروبهم وعودتهم عبر الجسر شبه المغمور بالماء، يلاحقهم ألفا، لكن الحراس يقضون عليه باستخدام منجنيق محلي الصنع.
لاحقًا، يكتشف سبايك خيانة والده حين يراه يقبّل روزي، مُدرّسة القرية. وعندما يعلم أن الحريق الذي رآه في البرّ أشعله الناجي المنعزل الدكتور إيان كيلسون، يقرر الفرار مع والدته المريضة للبحث عن علاج لدى كيلسون. في أثناء رحلتهم، تقتل إيلا مصابًا وهي في حالة انفصال عن الواقع.
في الأثناء، ينجو الجندي السويدي إريك سوندكفيست من كمين نصبته له مجموعة من المصابين بقيادة ألفا، وينضم إلى إيلا وسبايك بعد أن ينقذهم. يعثر الثلاثي على مصابة حامل تُبدي سلوكًا شبه ودي، وتساعدها إيلا على الولادة. لكن عندما يظن إريك أن الطفل مصاب، يقتل الأم ويهم بقتل الطفل، إلا أن الأب (ألفا) يتدخل ويقتله. يفرّ سبايك وإيلا إلى أن يظهر كيلسون ويخدّر ألفا بسهم يحتوي على المورفين، ثم يقودهم إلى مكان ناءٍ حيث شيّد هرمًا من الجماجم البشرية كمذكرة بالموت (memento mori).
يكشف كيلسون أن إيلا مصابة بسرطان عضال، وبناء على طلبها، يُخدّر سبايك ويقتلها رحيمًا، ثم يحرق جثتها ويحتفظ بجمجمتها في هرمه التذكاري. يعطي كيلسون الجمجمة إلى سبايك، الذي يضعها على قمة الهرم تكريمًا لوالدته. بعد مواجهة جديدة مع ألفا، ينجو سبايك بمساعدة كيلسون، الذي يحثه على العودة إلى قريته ومعه الرضيعة غير المصابة، والتي أطلق عليها اسم "إيلا"، قائلًا له: memento amoris — "تذكّر الحب".
يعود سبايك إلى ليندسفارن ويترك الطفلة عند بوابة القرية مع رسالة لوالده تُوضح أصلها، ويعلن فيها عزمه على العودة عندما يكون مستعدًا. يُحاول جيمي اللحاق بابنه، لكنه يُمنع بفعل المدّ البحري المرتفع.
بعد 28 يومًا، وأثناء هروبه من مجموعة من المصابين، يتم إنقاذ سبايك على يد عصابة ذات مظهر صاخب، يقودها جيمي البالغ — في إشارة إلى الصبي الذي هرب في بداية الفيلم.

## طاقم التمثيل
- ألفي ويليامز في دور سبايك، ابن جيمي وآيلا البالغ من العمر 12 عامًا.
- جودي كومر في دور آيلا، زوجة جيمي التي تعاني من مرض غامض.
- آرون تايلور-جونسون في دور جيمي، جامع بقايا وزوج آيلا.
- رالف فاينس في دور الدكتور إيان كيلسون، طبيب سابق وناجٍ من تفشي الفيروس.
- إدفين رايدينغ في دور إريك سوندكفيست، جندي سويدي.
- تشاي لويس-باري في دور "سامسون"، زعيم متحولي ألفا الأقوياء جسديًا.
- كريستوفر فولفورد في دور سام، صديق جيمي وأحد سكان الجزيرة.
- إيمي كاميرون في دور روزي، عشيقة جيمي السرية ومن سكان الجزيرة.
- ستيلا غونيت في دور جيني، عضوة في مجلس قيادة الجزيرة.
- جاك أوكونيل في دور السير جيمي كريستال، زعيم طائفة "الجيميز"، وهي شخصية مستوحاة من جيمي سافيل وناجٍ من التفشي الأول.
  - روكو هاينز في دور جيمي الشاب.
- إيرين كيليمان في دور جيمي إنك.
- روماك في دور عازف الأكورديون.

- سام لوك في دور جيمي فوكس.

## الإنتاج

### التطوير
في يونيو 2007، أكدت شركة "فوكس أتوميك" أنها بدأت العمل على تطوير فيلم ثالث ضمن سلسلة أفلام "بعد 28 يوما"، وذلك رهناً بالأداء المالي لفيلم "بعد 28 أسبوعا" عقب صدوره على أقراص الفيديو المنزلية. في يوليو من العام ذاته، صرّح المخرج داني بويل أن قصة الجزء الثالث قد وُضعت بالفعل. بحلول أكتوبر 2010، صرّح أليكس غارلاند أن المشروع تأخر بسبب خلافات تتعلق بحقوق الفيلم. وفي يناير 2011، عبّر بويل عن ثقته بأن المشروع سيُنفّذ في نهاية المطاف، مؤكداً وجود تطورات إضافية تخص القصة. لكن في أبريل 2013، أعرب بويل عن عدم تأكده ما إذا كان الفيلم سيُتنتج أم لا.
في يناير 2015، تناول غارلاند حالة المشروع مؤكداً أن الفيلم سقط في دوامة "جحيم التطوير"، إلا أنه أوضح أن هناك مناقشات جدية تُجرى خلف الكواليس من أجل المضي قدمًا بالمشروع. وأضاف أن التطوير لا يزال جاريًا، مشيراً إلى أن السيناريو الذي يعكف على كتابته يحمل عنوانًا مؤقتًا هو "بعد 28 شهرا". في يونيو 2019، أكد بويل أنه وجارلاند يعملان معًا على تطوير الجزء الثالث. وفي مارس 2020، أعربت الممثلة إيموجين بوتس عن رغبتها في العودة لأداء دورها من الجزء الثاني، تلتها تصريحات مشابهة من كيليان مورفي في مايو 2021، أبدى فيها اهتمامه بالعودة إلى السلسلة.
في نوفمبر 2022، صرّح كل من بويل، جارلاند، والممثل كيليان مورفي عن اهتمامهم بتقديم تكملة لفيلم "بعد 28 يوما" . وفي يونيو 2023، أعرب بويل وجارلاند عن نيّتهما "الجدية" و"المتفانية" في إدخال المشروع طور الإنتاج، معلنين أن النص الجديد يحمل الآن عنوان "بعد 28 عاما"، في إشارة إلى المدة الطويلة التي استغرقها تطوير المشروع. وأضاف بويل أنه يرغب في إخراج الفيلم، إلا إذا رغب جارلاند بتولّي تلك المهمة. وبحلول يوليو من نفس العام، أفاد مورفي بأنه ناقش مؤخرًا إمكانية تقديم الجزء الثالث مع بويل، مجددًا اهتمامه بالمشاركة في حال عودة بويل وجارلاند إلى مناصبهما الإبداعية.
في يناير 2024، أُعلن رسميًا عن أن الفيلم الثالث، الذي يحمل عنوان "بعد 28 عاما"، دخل مرحلة التطوير، على أن يكون الفيلم الأول ضمن ثلاثية جديدة. من المقرر أن يخرج داني بويل الجزء الأول، بينما يتولى أليكس غارلاند كتابة نصوص الأجزاء الثلاثة، مع مشاركتهما بالإنتاج إلى جانب أندرو ماكدونالد وبيتر رايس. في فبراير 2024، ناقش مورفي إمكانية مشاركته بالمشروع؛ وفي الشهر ذاته، أعاد ماكدونالد شراء حقوق الفيلم الأول من شركة "سيرشلايت بيكتشرز" ، وقام ببيعها إلى شركة "سوني بيكتشرز" التي ستتولى توزيع الفيلم والأجزاء المستقبلية له. في مارس 2024، أكد غارلاند أنه يعمل على ثلاثية أفلام تكمل السلسلة، وفي الشهر التالي صرّح بأن فيلم "كيز" (1969) كان مصدر إلهام كبير أثناء عمله على الفيلم. في وقت لاحق من الشهر ذاته، كُشف عن كيليان مورفي كمنتج تنفيذي للفيلم.
أُنتج الفيلم من قبل شركة "كولومبيا بيكتشرز".

### اختيار الممثلين
في أبريل، اُختير آرون تايلور جونسون، جودي كومر، ورالف فاينز لبطولة الفيلم، مع انضمام جاك أوكونيل إلى فريق التمثيل في مايو. كان من المقرر في البداية أن يعود كيليان مورفي لتجسيد دوره "جيم"، لكن في يناير 2025 أكد المنتج أندرو ماكدونالد أن مورفي لن يظهر في الفيلم، مع بقائه كمنتج تنفيذي. وفي يونيو، انضمت إيرين كيليمان إلى طاقم التمثيل.

### التصوير
بدأ التصوير الرئيسي للفيلم في 7 مايو 2024 في نورثمبرلاند، حيث تولى أنتوني دود مانتل مهمة التصوير السينمائي وانتهى في 29 يوليو. صُوّر في الغالب باستخدام هاتف "آيفون 15 برو ماكس" مع الاستعانة بعدد كبير من الملحقات المتخصصة، بالإضافة إلى استخدام طائرات بدون طيار وكاميرات رقمية وأخرى فيلمية.
جرى التصوير بشكل رئيسي في شمال إنجلترا، في منطقتي الشمال الشرقي و "يوركشاير والهمبر". تضمنت مواقع التصوير جزيرة هولي (ليندسفارن) قبالة ساحل نورثمبرلاند، وهيكسهام، بيلينغهام، غابة كيلدر، روثبري (نورثمبرلاند)، نيوكاسل أبون تاين (تاين آند وير)، واسكيرلي (مقاطعة دورهام)، ميلسونبي، ريبون، دير النوافير، شلالات أيسغارث، ريدماير (شمال يوركشاير) وبرادفورد (غرب يوركشاير). كما صُوّرت بعض المشاهد في مزرعة بلانكي ميل قرب لانغلي وباردون ميل (نورثمبرلاند). بالإضافة إلى ذلك، جرت بعض لقطات التصوير في مضيق تشيدر في سومرست بـجنوب غرب إنجلترا.

### الموسيقى
في مايو 2025، أُكّد تولّي فرقة يونغ فاذرز مهمة تأليف الموسيقى التصويرية للفيلم، خلفًا للمؤلف السابق جون ميرفي، وصدر الألبوم الموسيقي عبر شركة ميلان ريكوردز في 20 يونيو 2025.

## الإصدار
صدر الفيلم في المملكة المتحدة والولايات المتحدة وكندا بواسطة "سوني بيكتشرز ريليسينغ" في 20 يونيو 2025.
صدر المقطع الدعائي الأول للفيلم في 10 ديسمبر 2024، وتضمّن قصيدة "بوتس" التي كتبها روديارد كيبلينغ عام 1903، وأداها صوتيًا الممثل الأمريكي تايلور هولمز في تسجيل يعود إلى عام 1915. أصبح المقطع الدعائي للفيلم الأكثر رواجًا على منصة يوتيوب، حيث حقق أكثر من 10 ملايين مشاهدة خلال أول 48 ساعة من إصداره. أشار الناقد السينمائي في صحيفة "ذا غارديان"، ستيوارت هيريتج، إلى استخدام التسجيل الصوتي القصصي لهولمز، وعلّق قائلًا: "حتى هذه اللحظة، يبدو أنه أكثر الأفلام المرتقبة إثارة لعام 2025. وكل ذلك يعود بالكامل إلى مقطعه الدعائي". دفع النجاح الهائل للمقطع شركة سوني إلى اتخاذ قرار بإعادة إصدار الفيلم الأصلي "بعد 28 يوما" على المنصات الرقمية بتاريخ 18 ديسمبر 2024، بعد عامين من سحب توزيعه من قبل الشركة السابقة المالكة للحقوق، ديزني.

## الاستقبال

### شباك التذاكر
اعتبارًا من 27 يوليو 2025، بلغ إجمالي إيرادات فيلم بعد 28 عاما نحو 150.4 مليون دولار عالميًا، منها 70.4 مليون دولار في الولايات المتحدة وكندا، و80 مليون دولار في الأسواق الدولية.
في الولايات المتحدة وكندا، طُرح الفيلم بالتزامن مع إليو، وكانت التوقعات تشير إلى تحقيقه نحو 30 مليون دولار في عطلة نهاية الأسبوع الافتتاحية من أصل 3444 دار عرض، بينما ذهبت بعض التقديرات إلى إمكانية بلوغه 45 مليون دولار. في يومه الأول، حقق الفيلم 14 مليون دولار، من بينها 5.8 ملايين دولار من عروض ما قبل الافتتاح يوم الخميس. أنهى عطلة نهاية الأسبوع محققًا 30 مليون دولار، ليحل في المركز الثاني خلف فيلم كيف تروض تنينك، مسجّلًا أعلى افتتاحية في تاريخ السلسلة.

### الاستجابة النقدية
على موقع تجميع المراجعات روتن توميتوز، حاز الفيلم على تقييم إيجابي بنسبة 88% من أصل 371 مراجعة نقدية، ووفقًا لإجماع الموقع: " الفيلم يعبّر عن القلق المعاصر بقوة تماثل ضراوة المصابين بفيروس الغضب، مقدّمًا تجربة مشحونة ومروّعة تتجاوز كل التوقعات." أما موقع ميتاكريتيك، الذي يستخدم متوسطًا مرجحًا لتقييمات النقاد، فقد منح الفيلم درجة 77 من أصل 100 بناءً على 56 مراجعة، مما يشير إلى "مراجعات إيجابية عمومًا". أعطى الجمهور المُستطلع رأيه بواسطة سينما سكور الفيلم تقييمًا متوسطًا "B" على مقياس من A+ إلى F، بينما قال 52% من المُستطلعين رأيهم بواسطة بوست تراك أنهم يوصون بالفيلم بالتأكيد.

### الجوائز
| الجائزة                    | تاريخ الحفل  | الفئة                           | المستلم(ون)                      | النتيجة | المرجع        |
| -------------------------- | ------------ | ------------------------------- | -------------------------------- | ------- | ------------- |
| جوائز العرض الدعائي الذهبي | 29 مايو 2025 | أفضل عرض                        | سوني، بودا جونز (عن مقطع "Days") | فوز     | [ 57 ] [ 58 ] |
| جوائز العرض الدعائي الذهبي | 29 مايو 2025 | أفضل فيلم رعب                   | سوني، بودا جونز (عن مقطع "Days") | رُشِّح     | [ 57 ] [ 58 ] |
| جوائز العرض الدعائي الذهبي | 29 مايو 2025 | أكثر مقطع أصلي                  | سوني، بودا جونز (عن مقطع "Days") | فوز     | [ 57 ] [ 58 ] |
| جوائز العرض الدعائي الذهبي | 29 مايو 2025 | أفضل تعليق صوتي                 | سوني، بودا جونز (عن مقطع "Days") | فوز     | [ 57 ] [ 58 ] |
| جوائز العرض الدعائي الذهبي | 29 مايو 2025 | أفضل مونتاج صوتي                | سوني، بودا جونز (عن مقطع "Days") | رُشِّح     | [ 57 ] [ 58 ] |
| جوائز العرض الدعائي الذهبي | 29 مايو 2025 | أفضل مقطع دعائي فئة رعب / إثارة | أس أو أس، سوني، بودا جونز        | رُشِّح     | [ 57 ] [ 58 ] |

## تكملة
في أبريل 2024، أُفيد أن نيا داكوستا دخلت في مفاوضات لإخراج تكملة من الفيلم، والذي يُعد الجزء الثاني من ثلاثية مخطط لها، على أن يتولى داني بويل، أليكس غارلاند، أندرو ماكدونالد، بيتر رايس وبرني بيلو مهام الإنتاج. وفي يونيو 2024، كشفت وثيقة حقوق الطبع والنشر عن العنوان المحتمل للفيلم، وهو "بعد 28 عاما: معبد العظام".
في 18 أغسطس 2024، وخلال ندوة ضمن فعاليات مهرجان إدنبرة السينمائي الدولي، أكّد أندرو ماكدونالد أن نيا داكوستا ستتولى إخراج الفيلم الثاني، وأن التصوير الرئيسي كان من المقرر أن يبدأ في اليوم التالي. كما أشار إلى وجود خطط محتملة لإنتاج فيلم ثالث ضمن السلسلة، قائلاً: «نأمل أن يكون هناك جزء ثالث»، مضيفًا: «إنها ثلاثية بالفعل».

## وصلات خارجية
- بعد 28 عاما على موقع IMDb (الإنجليزية)
- بعد 28 عاما على موقع ميتاكريتيك (الإنجليزية)
- بعد 28 عاما على موقع روتن توميتوز (الإنجليزية)
- بعد 28 عاما على موقع ألو سيني (الفرنسية)
- بعد 28 عاما على موقع أول موفي (الإنجليزية)
- بعد 28 عاما على موقع فيلمافينيتي (الإسبانية)
- بعد 28 عاما على موقع قاعدة بيانات الأفلام السويدية (السويدية)
- بعد 28 عاما على موقع قاعدة بيانات الفيلم (الإنجليزية)
- بعد 28 عاما على موقع ليتربوكسد (الإنجليزية)
- بعد 28 عاما على موقع كينوبويسك (الروسية)